# Paul Ahyi
Paul Ahyi (n. 15 ianuarie 1930, Abomey, Departamentul Zou, Benin – d. 4 ianuarie 2010, Lomé, Togo) a fost un artist togolez, sculptor, arhitect, pictor, designer de interior și scriitor. Ahyi este creditat cu proiectarea drapelului Republicii Togoleze.
Ahyi a fost cunoscut pentru masivele sale opere de artă de exterior, reliefuri și sculpturi, inclusiv contribuțiile sale la Monumentul Independenței din Lomé, care celebrează independența țării față de Franța. Alte sculpturi în aer liber și statui realizate de Ahyi pot fi găsite în clădiri și în parcuri din Togo, precum și în Vatican, Senegal, Benin, Coasta de Fildeș, Nigeria și Coreea de Sud.
Și-a creat piesele folosind o gamă largă de medii, inclusiv bijuterii, ceramică, ceramică și tapiserii. El a fost, de asemenea, un designer de interior care a creat obiecte de uz casnic și piese de artă.

## Biografie
Paul Ahyi s-a născut din părinți togolezi la 15 ianuarie 1930, în Abomey, Dahomeyul francez. Ahyi a urmat cursurile școlii din Dakar, Senegal din 1949 până în 1952. S-a mutat în Franța, unde s-a înscris la Școala de Arte Plastice din Lyon începând din 1952. A absolvit École nationale supérieure des beaux-arts din Paris în 1959 și s-a întors în Togo, care pe atunci se numea Togolandul francez înainte de independență.
Ahyi a primit comanda de a proiecta steagul noului stat Togo, care și-a obținut independența față de Franța la 27 aprilie 1960. Designul său final, care a fost prezentat în 1960, este încă utilizat de țară. Ayhi a folosit culorile pan-africane roșu, galben și verde în steagul său, care a fost modelat după drapelul Liberiei folosind dungi orizontale. Pătratul roșu simbolizează sângele vărsat în lupta pentru independență. Galbenul reprezintă solul, în timp ce verdele simbolizează pădurile și agricultura. Ahyi a adăugat o stea albă, similară cu drapelul liberian, reprezentând lumina, inteligența și pacea.
A contribuit, de asemenea, la un alt important simbol național togolez, Monumentul Independenței, care a fost construit în centrul orașului Lomé.
Reliefurile și sculpturile lui Ahyi au fost instalate și expuse la Națiunile Unite din New York, precum și în Canada, Coreea de Sud, Africa de Vest, Italia, Japonia și la Paris, Franța. A predat arta și arhitectura în toată Africa în timpul carierei sale.
A scris mai multe cărți, multe concentrându-se pe arte și pe Togo-ul său natal, inclusiv „Togo, mon cœur saigne” și „La réflexion sur l'art et la culture”.

### Premii
Ahyi a primit numeroase premii, onoruri și recunoașteri prin cariera sa. În 1961, i s-a acordat Médaille d’Or des Métiers la Paris. Ahyi a fost făcut ofițer al Ordre du Mono în Togo în 1970. El a fost făcut comandant al Ordinul Palmelor Academice în 1985 și ofițer al Ordinului Artelor și Literelor, de asemenea, în 1985.
Ahyi a fost desemnat artist UNESCO pentru pace în cadrul unei ceremonii care a avut loc la Paris la 10 septembrie 2009. Fostul director general UNESCO, Koichiro Matsuura, l-a onorat pe Ahyi pentru „contribuția la promovarea idealurilor UNESCO prin activitățile sale artistice.” Soprana coreeană Sumi Jo, muzicianul camerunez Manu Dibango, cântăreții filipinezi Madrigal și muzicianul brazilian Gilberto Gil au fost numiți simultan Artiști pentru pace în același timp cu Ahyi.

### Deces
Paul Ahyi a murit luni, 4 ianuarie 2010, la Lomé, la vârsta de 79 de ani. Irina Bokova, directorul general al UNESCO, a numit moartea lui Ahyi, „o mare pierdere pentru Togo și Africa și, de asemenea, pentru UNESCO, care l-a numit drept unul dintre susținătorii săi pentru pace și coeziune socială”.